# Grupo Ruptura

Manifesto do Grupo Ruptura.

Grupo Ruptura foi um conjunto de artistas que marcou o início do movimento de arte concreta em São Paulo, no Brasil. Criado em 1952, era liderado por Waldemar Cordeiro (também seu maior teórico) e composto, inicialmente, por Geraldo de Barros, Luís Sacilotto, Lothar Charoux, Kazmer Féjer, Anatol Wladyslaw e Leopold Haar. Em seu manifesto, é proposta a “renovação dos valores essenciais das artes visuais” através das pesquisas geométricas, aproximando arte e indústria, e com o desligamento da tradição abstracionista passada.